# Adenozilmetionin—8-amino-7-oksononanoat transaminaza
Adenozilmetionin—8-amino-7-oksononanoat transaminaza (EC 2.6.1.62, 7,8-diaminonanoat transaminaza, 7,8-diaminononanoat transaminaza, DAPA transaminaza, 7,8-diaminopelargonska kiselina aminotransferaza, DAPA aminotransferaza, 7-keto-8-aminopelargonska kiselina sintaza, diaminopelargonatna sintaza, 7-keto-8-aminopelargonska kiselina aminotransferaza) je enzim sa sistematskim imenom S-adenozil--metionin:8-amino-7-oksononanoat aminotransferaza. Ovaj enzim katalizuje sledeću hemijsku reakciju
-adenozil--metionin + 8-amino-7-oksononanoat {\displaystyle \rightleftharpoons } -adenozil-4-metiltio-2-oksobutanoat + 7,8-diaminononanoat
-adenozilhomocistein takođe može da deluje kao donor.

## Literatura
- Nicholas C. Price; Lewis Stevens (1999). Fundamentals of Enzymology: The Cell and Molecular Biology of Catalytic Proteins (Third изд.). USA: Oxford University Press. ISBN 019850229X.
- Eric J. Toone (2006). Advances in Enzymology and Related Areas of Molecular Biology, Protein Evolution (Volume 75 изд.). Wiley-Interscience. ISBN 0471205036.
- Branden C; Tooze J. Introduction to Protein Structure. New York, NY: Garland Publishing. ISBN 0-8153-2305-0.
- Irwin H. Segel. Enzyme Kinetics: Behavior and Analysis of Rapid Equilibrium and Steady-State Enzyme Systems (Book 44 изд.). Wiley Classics Library. ISBN 0471303097.
- William P. Jencks (1987). Catalysis in Chemistry and Enzymology. Dover Publications. ISBN 0486654605.

## Spoljašnje veze
- Adenosylmethionine---8-amino-7-oxononanoate+transaminase на 